# Scott Brooks
Scott William Brooks (ur. 31 lipca 1965 w French Camp w hrabstwie San Joaquin w stanie Kalifornia) – amerykański koszykarz, grający na pozycji rozgrywającego, po zakończeniu kariery zawodniczej został trenerem, obecnie jest asystentem trenera Portland Trail Blazers.
Absolwent Uniwersytetu Kalifornijskiego w Irvine. Uczestnik draftu 1987, jednak nie został w nim wybrany. Do NBA dołączył w 1988, jako zawodnik Philadelphii 76ers. W latach 1990–1992 zawodnik Minnesoty Timberwolves. Kolejne trzy lata spędził w Houston Rockets. W sezonie 1995/96 gracz Dallas Mavericks. Potem zawodnik New York Knicks. Następny sezon spędził w Cleveland Cavaliers, po którym zakończył karierę. Od sezonu 2008/09 trener Oklahoma City Thunder.
W sezonie 1993/94 mistrz NBA. Laureat nagrody dla trenera sezonu NBA w 2010.
Podczas kariery grał z numerami: 1, 4 i 2.
16 czerwca 2021 został zwolniony ze stanowiska głównego trenera Washington Wizards. 2 sierpnia 2021 został asystentem trenera Portland Trail Blazers.

## Osiągnięcia
NBA
- Mistrz NBA (1994)[6]

Trenerskie
- Wicemistrz NBA (2012)[6]
- 2-krotny trener drużyny gwiazd Zachodu podczas NBA All-Star Game (2012, 2014)
- Trener roku NBA (2010)[7]